# Claus Gerson
Claus Oscar Gerson (12. studenog 1917.) bivši je američki hokejaš na travi. Igrao je na mjestu napadača.
Rodio se u Njemačkoj.
Sudjelovao je na hokejaškom turniru na OI 1948. u Londonu, igrajući za reprezentaciju SAD-a. SAD su izgubile sve 3 utakmice u prvom krugu, u skupini "B". Ostvarile su plasman od 5. – 13. mjesta. Gerson je odigrao tri susreta. Te je sezone  igrao za New York Tennis and Hockey Club.

## Vanjske poveznice
- Profil na Sports-Reference.com  Arhivirana inačica izvorne stranice od 24. kolovoza 2011. (Wayback Machine)